# Mathuru, Shimoga
Mathuru là một làng thuộc tehsil Shimoga, huyện Shimoga, bang Karnataka, Ấn Độ.